# Heinrich Gölzer

Heinrich Gölzer

Heinrich Gölzer (* 3. Januar 1868 in Kempten (Allgäu); † 29. Januar 1942 ebenda) war ein deutscher Politiker (SPD).

## Leben und Wirken
Nach dem Besuch der Volksschule und der Fortbildungsschule in Kempten erlernte Gölzer das Schreinerhandwerk. Anschließend bereiste er als wandernder Handwerker große Teile Deutschlands und besuchte er die Gewerbeschule in Hamburg. Um 1890 trat er in die Sozialdemokratische Partei Deutschlands (SPD) ein. 1893 ließ Gölzer sich als selbständiger Schreinermeister in Kempten im Allgäu nieder. Sein Geschäft führte er bis mindestens 1919.
1905 wurde Gölzer Mitglied des Gemeindekollegiums in Kempten. 1912 wurde er Abgeordneter des bayerischen Landtags und Mitglied im Vorstand der Ortsgruppe der Sozialdemokratischen Partei in Kempten. Später wurde er Gründungs- und Vorstandsmitglied der Ein- und Verkaufsgenossenschaft der Schreinermeister Kemptens G.m.b.H.
Von 1918 bis 1919 war Gölzer Mitglied des Provisorischen Nationalrats von Bayern.
Von Januar 1919 bis Juni 1920 saß Gölzer als Abgeordneter der SPD für den Wahlkreis 24 (Regierungsbezirk Oberbayern und Schwaben) in der Weimarer Nationalversammlung.
1933 befand sich Gölzer in Haft.